# مشاشطه
مشاشطه (به عربی: المشاشطة) یک منطقهٔ مسکونی در لیبی است که در طرابلس واقع شده‌است. مشاشطه ۳۱ متر بالاتر از سطح دریا واقع شده‌است.